# Gornji Islamovac
Gornji Islamovac je bivše samostalno naselje s područja današnjeg distrikta Brčkog, BiH.

## Povijest
Za vrijeme socijalističke BiH ovo je naselje pripojeno naselju Islamovac.
Za vrijeme socijalističke BiH naselje je preimenovano u Katolički Islamovac, a nedugo iza toga, mislim šezdesetih godina to je naselje podijeljeno na Gornji Katolički Islamovac i Donji Katolički Islamovac. Mi mještani tih dvaju naselja nikad nismo prihvatili naziv Islamovac, nego smo ga uvijek nazivali Slamovac. Naime naziv je bio jedinstven - SLAMOVAC dok dio Muslimana protjeranih iz Sandžaka nije došao na područje današnje teritorije Brčko distrikta, prvo u Gornji Rahić gdje su se zadržali do proljeća 1925. a odatle u Slamovac na krčevine koje im je darovala ondašnja vlast. Budući da su se bavili uglavnom stočarstvom kojim su nanosili velike štete domicilnom katoličkom stanovništvu, a naknade nisu plaćali, tim su prisiljavali iste da im ustupaju svoja zemljišta ili prodaju u bescijenje, a često ni tako male novčane iznose nisu plaćali.  Tijekom vremena broj njih se povećavao i potiskivao domicilno stanovništvo katoličke vjere prema istoku, te su to naselje uz potporu tadašnjih vlasti preimenovali u Islamovac, a naše naselje u Katolički Islamovac.Još jednom napominjem, mi taj nametnuti naziv nikad nismo prihvatili u našim komunikacijama.Oni su se nazivali muhadžiri što na arapskom jeziku znači izbjeglice.   